# Gallués - Galoze
Gallués là một đô thị trong tỉnh và cộng đồng tự trị Navarre, Tây Ban Nha. Đô thị này có dân số là 121 người. Đô thị nằm ở độ cao 637 m trên mực nước biển, cách tỉnh lỵ 70 km.
Các cộng đồng dân cư trong đô thị này: 

| Cộng đồng              | Dân số (2006) |
| ---------------------- | ------------- |
| Iciz/Izize             | 26            |
| Izal/Itzalle           | 34            |
| Uscarrés/Uskartze      | 40            |
| Gallués/Galoze(hameau) | 9             |

## Biến động dân số
| Biến động dân số                                      | Biến động dân số | Biến động dân số | Biến động dân số | Biến động dân số | Biến động dân số | Biến động dân số | Biến động dân số | Biến động dân số | Biến động dân số | Biến động dân số |
| 1996                                                  | 1998             | 1999             | 2000             | 2001             | 2002             | 2003             | 2004             | 2005             | 2006             | 2007             |
| ----------------------------------------------------- | ---------------- | ---------------- | ---------------- | ---------------- | ---------------- | ---------------- | ---------------- | ---------------- | ---------------- | ---------------- |
| 124                                                   | 120              | 123              | 122              | 123              | 121              | 118              | 120              | 118              | 109              | 110              |
| Nguồn: Gallués et instituto de estadística de navarra |                  |                  |                  |                  |                  |                  |                  |                  |                  |                  |

==Tham khảo==
Gallues